# Parathelypteris changbaishanensis
Parathelypteris changbaishanensis är en kärrbräkenväxtart som beskrevs av Ren-Chang Ching och Shing. Parathelypteris changbaishanensis ingår i släktet Parathelypteris och familjen Thelypteridaceae. Inga underarter finns listade.